# جورج جيمس كوتس
جورج جيمس كوتس (بالإنجليزية: George James Coates)‏ هو رسام أسترالي، ولد في 8 أغسطس 1869 في ساوث ملبورن في أستراليا، وتوفي في 27 يوليو 1930 في لندن في المملكة المتحدة.

## معرض صور

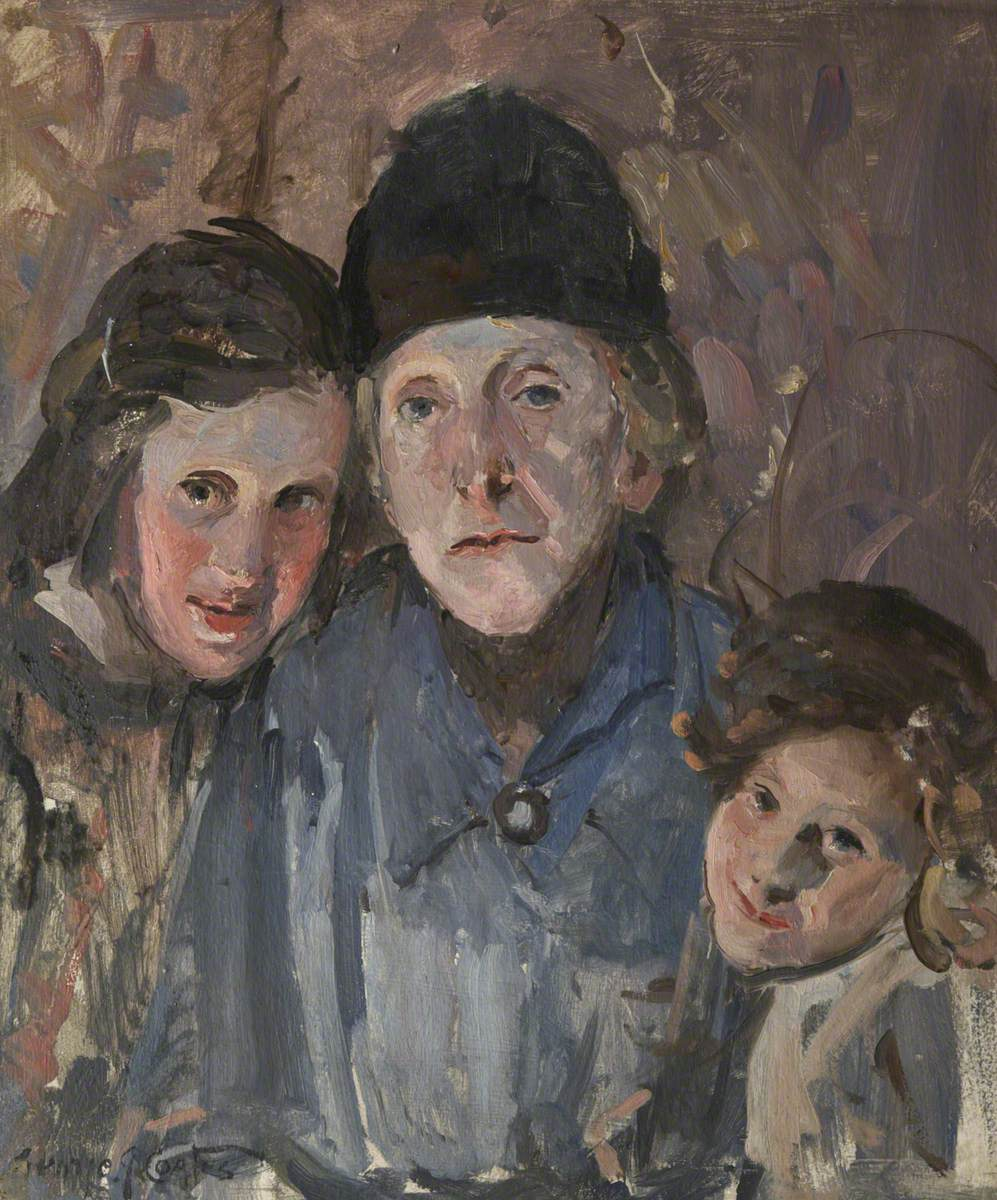
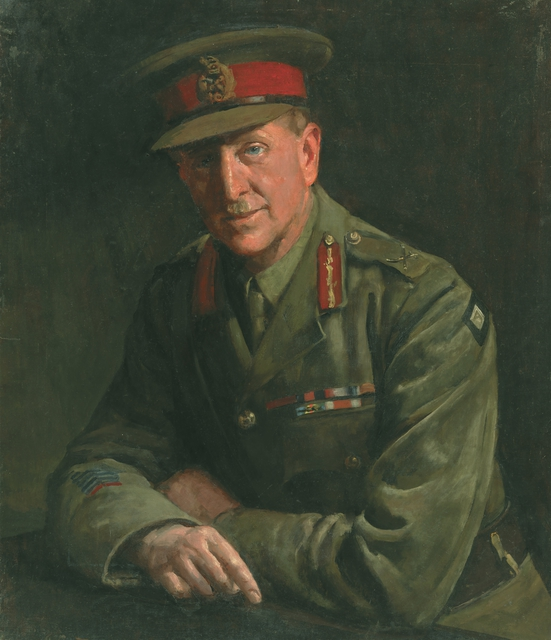
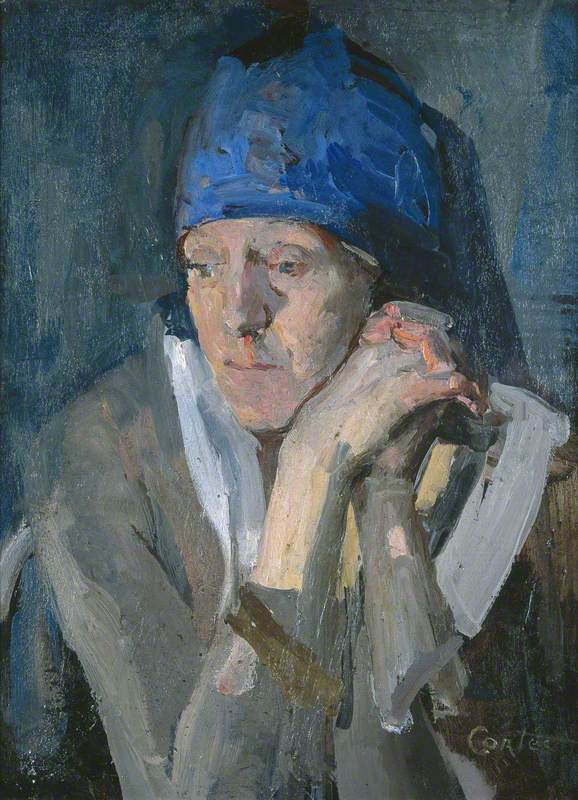
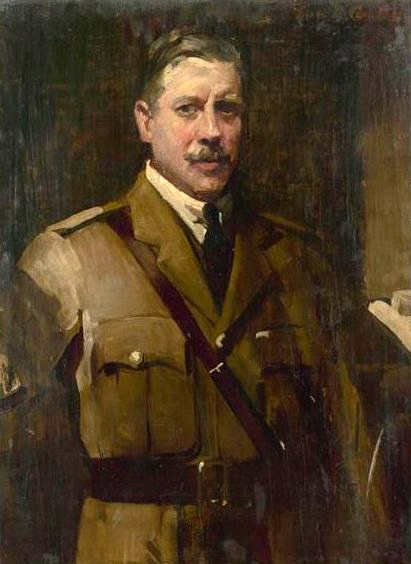
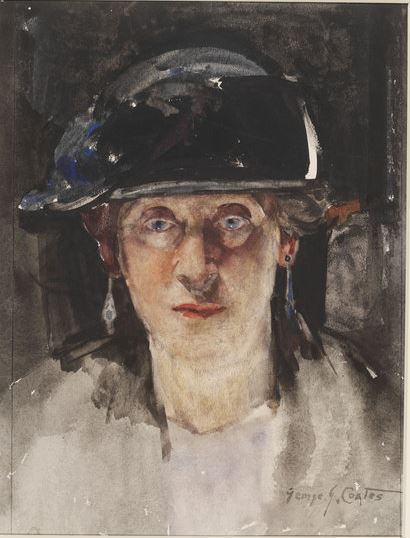